# Break the Rules
Break the Rules – piąty album Namie Amuro, a czwarty w wydany przez Avex trax 20 grudnia 2000 roku.
Poprzedzały go tylko dwa single, ponieważ jej poprzedni album wyszedł jedenaście miesięcy temu. Album utrzymywał się przez dziewięć tygodni w rankingu Oricon i znalazł się na #2 pozycji. To pierwszy album Namie Amuro, który nie był na 1. miejscu. Łącznie sprzedano 500 000 kopii płyty (podczas trwania rankingu 334 520). Break the Rules jest uważany za najgorszy album w karierze piosenkarki. Zdjęcia do okładki albumu były wykonywane w różnych miejscach w Nowym Jorku, Los Angeles, Kalifornii. Podczas robienia zdjęć w Nowym Yorku powstał teledysk do piosenki Think of Me. Po raz pierwszy w karierze Namie Amuro śpiewa piosenkę w całości po angielsku.

## Lista utworów
| 01 | Rule 8AM            | 00:30 |
| 02 | No More Tears       | 05:45 |
| 03 | Better Days         | 04:22 |
| 04 | Break the Rules     | 04:01 |
| 05 | Looking for You     | 04:37 |
| 06 | Please Smile Again  | 04:43 |
| 07 | Never Shoulda       | 04:21 |
| 08 | Cross Over          | 05:02 |
| 09 | Girlfriend          | 04:13 |
| 10 | Never End           | 06:26 |
| 11 | Think of Me         | 04:46 |
| 12 | Rule 8PM            | 00:33 |
| 13 | HimAWArI            | 04:45 |
| 14 | No More Tears Remix | 08:59 |

## Personel
- Namie Amuro – wokal, wokal wspierający
- Poppa LQ – wokal
- Terry Bradford – wokal wspierający
- Alex Brown – wokal wspierający
- Andy Caine – wokal wspierający
- Jennifer Carr – wokal wspierający
- Debra Killings – wokal wspierający
- Maxayn Lewis – wokal wspierający
- Oleatha "Butta" Richie – wokal wspierający
- Juliet Roberts – wokal wspierający
- Will Wheaton Jr. – wokal wspierający
- Ken Kimura – gitara
- Tetsuya Komuro – fortepian akustyczny, syntezator
- Kazuhiro Matsuo – gitara akustyczna

## Oricon
| Diagram                                                    | Pozycja |
| ---------------------------------------------------------- | ------- |
| Dzienny diagram Oricon (w pierwszym dniu sprzedaży)        | #1      |
| Tygodniowy diagram Oricon (w pierwszym tygodniu sprzedaży) | #2      |
| Miesięczny diagram Oricon (w pierwszym miesiącu sprzedaży) | -       |
| Roczny diagram Oricon                                      | -       |